# NGC 2627
NGC 2627 (również OCL 714 lub ESO 431-SC20) – gromada otwarta znajdująca się w gwiazdozbiorze Kompasu. Odkrył ją William Herschel 3 marca 1793 roku. Jest położona w odległości ok. 6,5 tys. lat świetlnych od Słońca.